# Dmitri Skópintsev
Dmitri Vladímirovich Skópintsev (en ruso: Дми́трий Влади́мирович Ско́пинцев; Vorónezh, óblast de Vorónezh, Rusia, 2 de marzo de 1997) es un futbolista ruso. Juega de defensa y su equipo es el FC Dinamo Moscú de la Liga Premier de Rusia.

## Trayectoria
Nacido en Vorónezh, Skópintsev se mudó a Moscú cuando era niño y comenzó a jugar al fútbol en el cantera del FC Dinamo Moscú. También jugó fútbol base con el Zenit de San Petersburgo antes de mudarse a Austria, donde jugó en el sistema de clubes del Red Bull Salzburgo. Al regresar a Rusia, fichó por el FK Rostov.
Hizo su debut con el equipo principal del Rostov el 21 de septiembre de 2016 en un partido de la Copa de Rusia contra el FC Dinamo Moscú.
Debutó en la Liga Premier de Rusia con el FK Rostov el 29 de octubre de 2016 en un partido contra el FC Amkar Perm.
Marcó 10 goles para el FC Baltika Kaliningrad, donde jugó cedido en la primera parte de la temporada 2017-18 y durante las vacaciones de invierno, el FK Rostov lo retiró de la cesión.
El 20 de febrero de 2019, firmó un contrato de 4,5 años con el FC Krasnodar.
El 7 de enero de 2020, regresó al FC Dinamo Moscú y firmó un contrato de 4,5 años. Se reunió con Kirill Novikov, quien lo entrenó durante 4 años mientras estaba en la academia del Dinamo. En su tercer partido con el Dinamo el 13 de marzo de 2020, marcó el tercer gol decisivo en la derrota a domicilio por 3-2 del Ajmat Grozni.
El 8 de agosto de 2022, extendió su contrato con el Dinamo hasta 2027. Fue elegido por los fanáticos del Dinamo como jugador del mes de noviembre de 2022.